# Roland Biewald
Roland Biewald (* 18. Februar 1955 in Rochlitz) ist ein deutscher Religionspädagoge. Er ist Professor für Religionspädagogik im Ruhestand an der TU Dresden.

## Leben
Von 1973 bis 1979 studierte er evangelische Theologie am Katechetischen Oberseminar - Naumburg/Saale und am Theologischen Seminar Leipzig (1979 erstes theologisches Examen). Von 1979 bis 1981 war er Vikar und Studieninspektor am Katechetischen Oberseminar (1981 zweites theologisches Examen). Nach der Promotion 1985 an der Theologischen Fakultät der Martin-Luther-Universität Halle-Wittenberg war er von 1989 bis 1991 Dozent/Professor für Praktische Theologie/Katechetik am Katechetischen - Oberseminar (1991–1993 Kirchliche Hochschule) Naumburg. Ab 1993 war er Professor für Religionspädagogik (evangelisch) am Institut für Evangelische Theologie der TU Dresden.

## Veröffentlichungen
- mit Harald Lamprecht: Religiöse Sondergemeinschaften, Psychogruppen, Sekten. Evangelische Verlags-Anstalt, Leipzig 2005, ISBN 3-374-02331-2.
- mit Jens Beckmann: Bonhoeffer-Werkbuch. Spurensuche – didaktische Überlegungen – Praxisbausteine. Gütersloher Verlagshaus, Gütersloh 2007, ISBN 3-579-05577-1.
- Göttlicher Humor und menschliche Religion. Interreligiöses Lernen mit Witz(en). Eine komische Didaktik. Themenheft. Magdeburg 2022, ISBN 3-96721-006-5.